# Portugal en los Juegos Olímpicos de Ámsterdam 1928
Portugal estuvo representado en los Juegos Olímpicos de Ámsterdam 1928 por un total de 31 deportistas que compitieron en 8 deportes.

## Medallistas
El equipo olímpico portugués obtuvo las siguientes medallas:
| Nombre                                                                                                | Deporte | Competición       |
| --- | ------- | ----------------- |
| Oro                                                                                                   |         |                   |
| — |         |                   |
| Plata                                                                                                 |         |                   |
| — |         |                   |
| Bronce                                                                                                |         |                   |
| Paulo d'Eça Leal Mário de Noronha Jorge de Paiva Frederico Paredes João Sassetti Henrique da Silveira | Esgrima | Espada por eqs. M |